# LEO (家入里歐專輯)
「LEO」是家入里歐首張個人專輯。2012年10月24日由Victor Entertainment發售。2013年3月22日在台灣由台灣環球唱片公司發售。

## 概要
這是家入里歐出道以來發行首張的個人專輯，分為通常盤及初回限定盤，初回限定盤附有收錄家入里歐Live活動的DVD，總長54分鐘。其中歌曲Say Goodbye在10月17日在Itunes先行配信。
LEO在首日獲得Oricon公信榜的第一位好評，在首兩週獲得第二位。

## 收錄曲

### CD
全碟作詞：家入里歐　全碟作曲：西尾芳彥・家入里歐　全碟編曲：三輪コウダイ（除特別註明外）
1. サブリナ [3:35]
首張單曲サブリナ收錄，富士電視台系列日本電視動畫《美食獵人TORIKO》片尾曲。
2. Last Stage [3:25]
由之前的現場音樂會開始公開，這是第一次收錄在專輯之內。
3. Say Goodbye [3:41]
由之前的現場音樂會開始公開，這是第一次收錄在專輯之內。
由2012年10月17日起，在專輯發行前於iTunes Store先行配信。
4. Shine [3:33]
收錄於第二張單曲Shine，富士電視台系列日本電視劇《青蛙公主》主題歌。
5. 明日また晴れますように [3:49]
6. Second Dream [3:08]
7. キミだけ [3:43]
8. Bless You [3:50]
編曲：鈴木Daichi秀行（日语：鈴木Daichi秀行）
收錄於第三張單曲Bless You，TBS音樂節目「COUNT DOWN TV」2012年9月主題歌。
9. Fake Love [4:07]
編曲：鈴木Daichi秀行
10. Hello [4:07]
收錄於第二張單曲Shine的c/w曲。
11. ミスター [4:04]
12. Lady Mary [4:10]
編曲：鈴木Daichi秀行
13. Linda [3:29]

### DVD（只限初回限定盤）
1. イジワルな神様 [Music Video]
2. イジワルな神様 [Making]
3. Live from SETSTOCK'12
- BACK STAGE 1
- Last Stage
- Shine
- Bless You
- サブリナ
- Say Goodbye
- BACK STAGE 2
4. LEO Files 2011-2012

## 外部連結
- Victor Entertainment介紹網站
  - 初回限定盤 （页面存档备份，存于）
  - 通常盤 （页面存档备份，存于）
  - Say Goodbye （页面存档备份，存于）